# 恩辛根

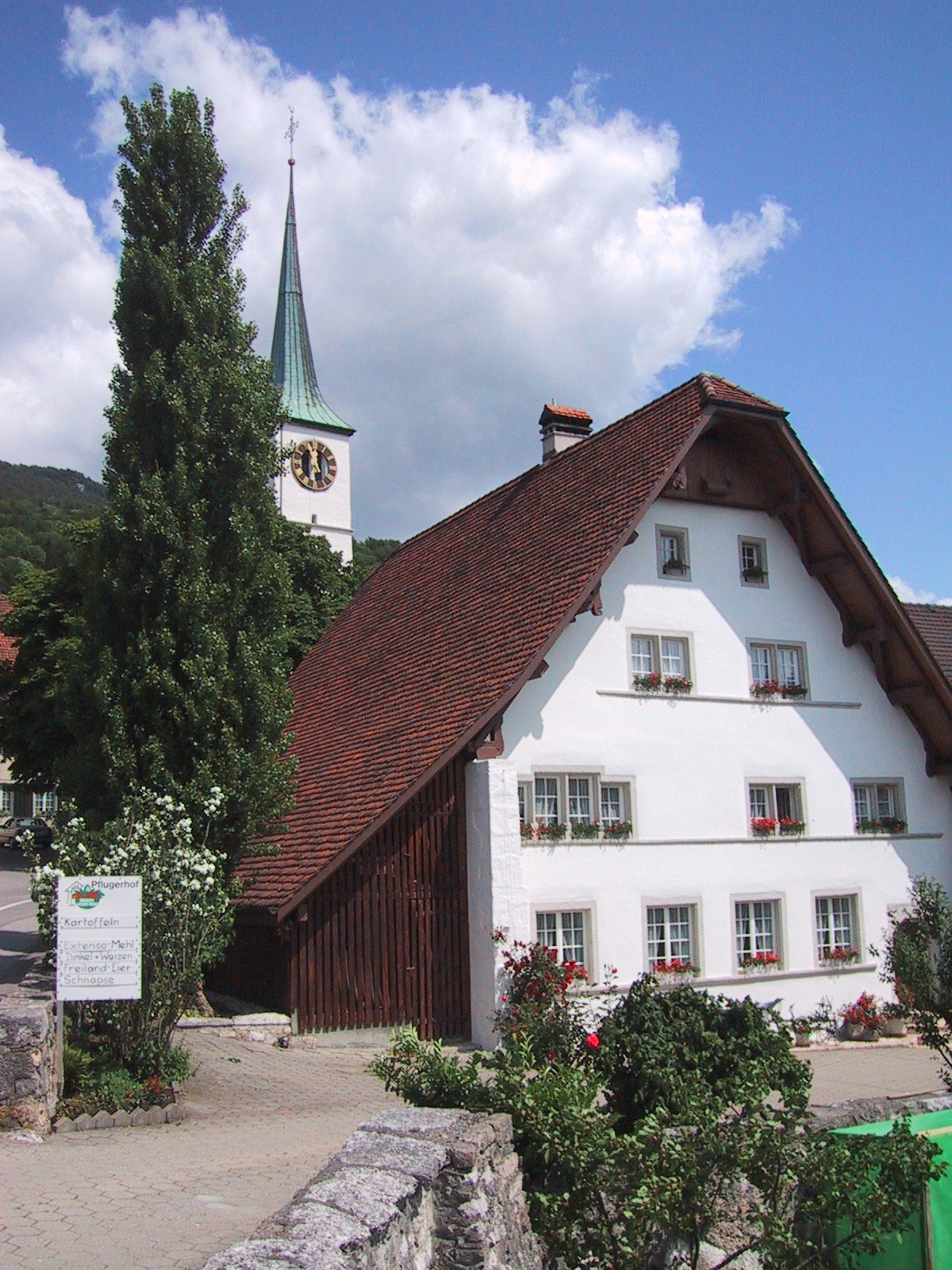

恩辛根（德语：Oensingen）是瑞士的城鎮，位於該國北部，由索洛圖恩州負責管轄，面積12.07平方公里，海拔高度465米，2012年人口5,710，四成人口信奉羅馬天主教，人口密度每平方公里473人。

## 外部連結
- Official website （页面存档备份，存于） （德文）